# Saul Goodman
James Morgan «Jimmy» McGill, más conocido por su nombre comercial Saul Goodman, es un personaje ficticio creado por Vince Gilligan y Peter Gould e interpretado por Bob Odenkirk que aparece en la franquicia televisiva Breaking Bad. Aparece por primera vez como un personaje principal en Breaking Bad (2008-2013) y más tarde como el protagonista antihéroe titular de su spin-off Better Call Saul (2015-2022).
Saul es presentado como un abogado egocéntrico y sin escrúpulos que vive en Albuquerque, Nuevo México y adoptando sus tácticas como ex estafador, se involucra en el inframundo criminal de la ciudad. En Breaking Bad, actúa como consejero de los cocineros de metanfetaminas Walter White (Bryan Cranston) y Jesse Pinkman (Aaron Paul) y desempeña un papel crucial en el desarrollo y crecimiento de su imperio de las drogas. La historia principal de su precuela Better Call Saul describe los orígenes de Saul como el serio abogado Jimmy McGill y su declive moral en los seis años previos a los eventos de Breaking Bad; también presenta una historia secuela, donde Saul vive bajo el nombre falso de Gene Takavic, explorando las consecuencias de sus acciones en Breaking Bad.
Saul apareció por primera vez en Better Call Saul (2009), el octavo episodio de la segunda temporada de Breaking Bad. Fue creado para proporcionar a Walt y Jesse una guía para sus actividades delictivas. Su nombre, «Saul Goodman», suena muy parecido a la frase «[It']s all good, man» («Todo está bien, hombre» en español) que es muy usada entre la gente de la calle que son su público objetivo. Aunque Odenkirk fue elegido inicialmente para solo cuatro episodios como actor invitado, se convirtió en una parte integral de la narrativa de Breaking Bad después de que Gilligan y Gould quedaron impresionados por su actuación; Posteriormente, Odenkirk se unió al elenco principal en la tercera temporada y permaneció hasta la quinta y última temporada del programa. Tras la conclusión de Breaking Bad, Gilligan y Gould comenzaron a desarrollar un spin-off centrado en Saul que representa su historia de origen.
La caracterización de Saul y la actuación de Odenkirk han recibido elogios de la crítica y el público; a menudo se le considera como uno de los mejores personajes televisivos de todos los tiempos. Odenkirk fue nominado cinco veces al premio Primetime Emmy como actor principal destacado en una serie dramática por su actuación en Better Call Saul.

## Desarrollo
La necesidad de un personaje como Saul provino de dos caminos del desarrollo de Breaking Bad alrededor de su segunda temporada. Primero, a medida que Walter White y Jesse Pinkman se adentraron más en el negocio de las drogas, los escritores sintieron que necesitaban un personaje que les sirviera de guía. En este punto, habían escrito que los amigos tontos de Jesse como Badger estaban vendiendo sus drogas y necesitaban imaginar qué tipo de abogado contratarían Walt y Jesse cuando tuvieran problemas. Más tarde, esto serviría para presentarle a Walter nuevos conceptos, como los servicios de Extractor. En segundo lugar, estaban en un punto en el arco del personaje de Hank donde había sufrido un gran trauma al ver la cabeza cortada de Tortuga, y ya no podría servir como un poco de ligereza en la serie. Por lo tanto, hicieron de Saúl un personaje más cómico para llenar este vacío. Los escritores describieron a este abogado como ruidoso, llamativo y exagerado, además de ser un estafador. Los creadores decidieron el nombre «Saul Goodman» como un juego de palabras con la frase "[It]'s all good, man", para que incluso sus clientes más ingenuos recordaran su nombre cuando fueran arrestados. Gould le da crédito al creador de la serie, Vince Gilligan, por sugerir inicialmente esta idea para el nombre de Saul.
El episodio de Breaking Bad "Better Call Saul" fue escrito por Peter Gould, y finalmente se le atribuye la creación del personaje. En cuanto al casting para el papel, tanto Gilligan como Gould dijeron que su equipo incluía a varios fanáticos de Mr. Show with Bob and David, incluida la esposa de Gould, Nora, y el nombre de Odenkirk surgió rápidamente para el papel. Gilligan le ofreció a Odenkirk un papel de invitado en cuatro episodios sin necesidad de hacer una audición. Odenkirk en ese momento se había centrado en asesorar a los futuros actores de la comedia y, al necesitar una oportunidad, aceptó el papel de buena gana animado por su amigo Reid Harrison, sin haber visto nada de Breaking Bad y pensando que solo estaba destinado por un corto tiempo. Odenkirk vio los episodios disponibles de Breaking Bad antes de llegar para filmar y evitó leer el guion que le habían enviado sabiendo que probablemente se recortaría antes de filmar. Odenkirk basó el estilo de hablar del personaje en el productor Robert Evans, y pasó un tiempo practicando hablar en el estilo de Evans basado en la autobiografía The Kid Stays in the Picture. Bryan Cranston ayudó a Odenkirk a aprender más sobre Breaking Bad y a entrenarlo en actuación dramática, algo de lo que Odenkirk carecía debido a su experiencia en comedia. Odenkirk estaba programado para aparecer en el final de la segunda temporada, pero un compromiso previo en Cómo conocí a vuestra madre lo dejó incapaz de hacerlo; esto llevó a Gilligan a crear el personaje de Mike Ehrmantraut, interpretado por Jonathan Banks, para ocupar el lugar de Saul en ese cuarto episodio.
Originalmente, Saul estaba destinado a aparecer en solo cuatro episodios de la segunda temporada de Breaking Bad, pero en cambio se convirtió en el centro de la narrativa de la serie. Aunque originalmente se escribió como un personaje de alivio cómico de «dos dimensiones y media», el papel de Saul se volvió más profundo, ya que Gilligan y Gould descubrieron que podían usar a Saul como una «entrada adicional a la parte más vulnerable del crimen» para Walt en las temporadas posteriores. Esto también les permitió darle más humanidad al personaje, lo que los showrunners atribuyeron a las habilidades de actuación de Odenkirk. Consideraron que, al igual que con Aaron Paul y Dean Norris, la capacidad de actuación de Odenkirk alteró significativamente los planes que tenían para estos personajes y la serie de manera beneficiosa, haciéndolos más centrales en la trama más grande. Como Saul había demostrado ser un personaje popular entre el público, Gilligan y Gould ya habían comenzado a pensar en un spin-off que involucrara a Saul y se acercaron a Odenkirk por su interés en hacerlo realidad. Odenkirk inicialmente había rechazado el papel continuo, queriendo estar con su familia en Los Ángeles y sintiendo que tenía suficiente fama con el éxito de Breaking Bad, pero sus hijos les aseguraron que estarían bien y que no debería rechazar la oportunidad.
Una vez que se completó Breaking Bad, Gilligan y Gould trabajaron para establecer de qué se trataría la serie derivada, y finalmente se les ocurrió la idea de una precuela llamada Better Call Saul que presentaría a Jimmy McGill y cómo se convertiría en Saul Goodman. Los showrunners se dieron cuenta de que Saul estaba, como se ve en Breaking Bad, "cómodo en su propia piel" y no tenía adónde ir, que en su lugar podían explorar cómo Saul llegó a ese punto, reflejando el mismo tipo de autodestrucción que le ocurrió a Walter White en Breaking Bad. Vieron a Jimmy como un «chico sincero y dulce cuyo cerebro naturalmente prepara soluciones deshonestas para los desafíos que se le presentan», mientras que en el momento de Breaking Bad, Saul es un «frente» para alguien que «parecía disfrutar de ser un ostentoso bola de queso», y un «slickster sellado herméticamente». Rhea Seehorn, quien interpreta a Kim Wexler, el interés romántico de Jimmy en Better Call Saul, dijo que un aspecto de Jimmy que incorporó a su actuación fue la espontaneidad de Jimmy entrando y saliendo del personaje de Saul Goodman, o como Gould le había descrito, «ahí mismo en este momento», factor que para Kim y otros allegados de Jimmy puede causar confusión y preocupación.
Breaking Bad estableció poco sobre los orígenes de Saul, pero reveló que Saul Goodman no era su verdadero nombre y que su verdadero apellido era McGill. Esto le dio a Gilligan, Gould y Odenkirk la oportunidad de desarrollar más la historia de fondo de Jimmy para Better Call Saul. Odenkirk y Gilligan establecieron la ciudad natal de Jimmy como Chicago, en parte porque era la ciudad natal de Odenkirk y también como un homenaje a la notoria corrupción en la historia política de Chicago como inspiración para el personaje.
En 2014, como truco publicitario para promocionar el lanzamiento de Better Call Saul, se colocó en Albuquerque un cartel de "James M. McGill, Attorney at Law" que imitaba un cartel que aparecía en la serie, con un número de teléfono conectado a un correo de voz con un mensaje grabado por Odenkirk.
Al concebir la historia de El Camino: una película de Breaking Bad, mientras buscaba a los personajes más importantes en la vida de Jesse Pinkman, debido a que la película continúa su historia después de los eventos del final de la serie Breaking Bad, Gilligan consideró incluir a Saul, sintiendo que usarlo en la historia hubiera sido genial. Sin embargo, Gilligan finalmente desistió de incluir a Saul debido a que desconocía los planes potenciales que Gould y los escritores de Better Call Saul podrían tener para el personaje en su programa, ya que Gilligan abandonó la sala de escritores del programa después de la tercera temporada.

## Biografía
Jimmy es de ascendencia irlandesa y nació el 12 de noviembre de 1960 en Cicero, Illinois, en las afueras de Chicago. Su hermano mayor, Chuck, se convirtió en un abogado exitoso siendo uno de los socios del prestigioso bufete de abogados de Albuquerque, Hamlin, Hamlin & McGill (HHM). Cuando era niño, Jimmy trabajaba en la tienda de la esquina de su familia en Cicero y observaba cómo sus clientes se aprovechaban de su padre débil e ingenuo, Charles, Sr. para estafarlo; Jimmy, siguiendo el consejo de un estafador sobre ser lobo u oveja, pronto comenzó a robar dinero de la tienda.
Decidido a no ser como su padre, Jimmy se convierte en un estafador y se gana el apodo de "Slippin' Jimmy" (Jimmy el resbaloso, en español) por representar como delito recurrente accidentes de "resbalones y caídas". También realizó pequeñas estafas, incluido el "Rolex falso", con la ayuda de su socio en el crimen y mejor amigo, Marco Pasternak. Jimmy comienza a usar el alias "Saul Goodman", un juego de palabras con la frase "It's all good, man" (en español, Todo está bien, hombre). Inicialmente lo usa como un nombre falso cuando realiza sus estafas con Marco. Más tarde, usara esa identidad alternativa para presentarse como el promotor de alta energía en los anuncios de televisión que produce, y la usa cuando comienza un negocio de reventa de teléfonos celulares prepagos en la calle.
En algún momento antes del comienzo de Better Call Saul, Jimmy se había casado y divorciado dos veces. Una de sus exesposas lo engañó con un hombre llamado Chet. Jimmy se metió en problemas cuando defecó borracho a través del techo corredizo del automóvil de Chet, un acto conocido como "Chicago Sunroof". Sin que él lo supiera, los hijos del hombre estaban dentro. Arrestado y ante la posibilidad de tener que registrarse como delincuente sexual, Jimmy le pidió ayuda a Chuck, a pesar de haber estado cinco años separado de su familia. Chuck lo defendió con éxito, pero requirió que se mudara a Albuquerque y trabajara en un trabajo legítimo en la sala de correo de HHM como forma de enmendar el rumbo.
Mientras trabajaba en la sala de correo de HHM, Jimmy se hizo amigo de Kim Wexler, una empleada del bufete que asistía a la Facultad de Derecho de la Universidad de Nuevo México becada por ellos. Con el tiempo, su amistad se volvió romántica. Inspirado por el éxito de la carrera de Chuck, Jimmy reanudó su educación, completó su licenciatura y luego un JD de la facultad de derecho por correspondencia de la Universidad de Samoa Americana. Aprobó el examen de la barra con la esperanza de ser contratado en HHM, pero sin el conocimiento de Jimmy, Chuck obligó al socio principal Howard Hamlin a negarle la oportunidad a Jimmy; esto provocó que Jimmy le guardara un profundo rencor a Howard por mucho tiempo. Jimmy luego comenzó una práctica en solitario como abogado, trabajando y viviendo en el cuarto de servicio de un salón de uñas vietnamita en un centro comercial. Durante este período, tomó todos los casos que pudo obtener, incluido el trabajo de defensor público mal pagado.
Algunos años más tarde, cerca del momento de su divorcio con Rebecca Bois, Chuck desarrolla una aversión psicosomática a la electricidad y se vuelve semi-recluso. Jimmy se preocupa por su hermano y le lleva las compras y le hace los mandados. Sin embargo, Jimmy todavía tiene problemas con las finanzas y, al comienzo de la serie, conduce un Suzuki Esteem exclusivo con puertas que no coinciden, un juego de palabras visual que refleja su baja autoestima actual. Mientras llega y sale de la corte, Jimmy frecuentemente choca con Mike Ehrmantraut, un ex oficial de policía de Filadelfia que trabaja como encargado del estacionamiento del juzgado.

### Better Call Saul

#### Temporada 1
Descontento con el trabajo mal pagado de los defensores públicos y otros casos menores, Jimmy espera representar al tesorero del condado Craig Kettleman y su esposa Betsy, quienes han sido acusados de malversar más de $1.6 millones. Desconfiando de su trabajo, deciden ser representados por HHM, pero los intentos de Jimmy por representarlos, orquestando una estafa con 2 hermanos patinadores, lo lleva a un altercado con Tuco Salamanca y Nacho Varga, miembros del cartel de la droga de Juárez. Cuando Nacho planea robar a los Kettleman después de enterarse de la situación, Jimmy les advierte de forma anónima, y más tarde su casa parece haber sido escenario de un secuestro. Nacho, a quien se había visto vigilando a los Kettleman, es arrestado y manda a llamar a Jimmy para que lo defiende, obteniendo su liberación.
Siguiendo una corazonada de Mike, Jimmy descubre que los Kettleman organizaron su desaparición y se esconden en las colinas detrás de su casa. Cuando los confronta, los Kettleman le pagan $30,000 dólares para que no entregue el dinero. HHM sugiere que los Kettleman lleguen a un acuerdo con la fiscalía; la pareja rechaza la propuesta por lo que recurren a Jimmy para defenderse. Jimmy trabaja con Mike para encontrar el escondite del dinero de los Kettleman. Luego, Mike roba el efectivo y se lo entrega al fiscal de distrito, lo que obliga a Craig a aceptar una declaración de culpabilidad.
Tiempo después, Jimmy se aboca en la redacción de testamentos para varios clientes de la tercera edad, demostrando paciencia y una gran compenetración, por lo que Kim sugiere que se concentre en una práctica de derecho de la tercera edad. Durante una visita a la casa de retiro de Sandpiper Crossing, descubre que la empresa está cometiendo fraude cobrando de más a sus clientes. Con la ayuda de Chuck, encuentra un documento que prueba el fraude, y Jimmy y Chuck inician una demanda colectiva contra Sandpiper. Cuando el caso crece, Chuck sugiere entregarlo a HHM, pero en secreto hace arreglos con Howard para eliminar a Jimmy del litigio posterior.
Jimmy descubre el complot y se enfrenta a Chuck, quien admite que le molesta la carrera legal de Jimmy, creyendo que todavía es un estafador de corazón. Jimmy regresa a Cicero y pasa una semana estafando con Marco, quien muere de un ataque al corazón mientras ejecutan lo que planeaban que fuera su última estafa juntos. Jimmy regresa a Albuquerque cuando Kim llama para decir que el caso Sandpiper ha seguido creciendo, por lo que HHM ha contratado a otra firma, Davis & Main. Sabiendo que entiende los detalles del caso mejor que nadie y que ha desarrollado relaciones personales con los clientes, Kim convence a Davis & Main para que contrate a Jimmy como asociado. Jimmy se va a casa y está preparado para reunirse con los socios de Davis & Main, pero lo piensa mejor y se marcha.

#### Temporada 2
Jimmy se esconde en un hotel mientras está de vacaciones con un nombre falso con una tarjeta de crédito robada. Kim encuentra a Jimmy e intenta persuadirlo para que reconsidere unirse a Davis & Main, por lo que acepta su oferta. Asignado para inscribir nuevos clientes para el caso Sandpiper, Jimmy logra inscribir a más residentes, pero su elusión de los cánones éticos lleva a Chuck a reprenderlo frente a los otros abogados. Jimmy produce y transmite un anuncio de televisión sin la aprobación de los socios de D&M o el conocimiento de los socios de HHM, lo que genera una reprimenda y la asignación de una abogada subalterna para supervisarlo constantemente, a pesar de que el comercial es un éxito reclutando a más demandantes.
Kim se ve relegada al trabajo de revisión de documentos de baja categoría como resultado de no informar a HHM sobre el comercial de Jimmy. En un esfuerzo por recuperar su estatus en el bufete, Kim trabaja con sus contactos para atraer a un nuevo cliente y logra aterrizar en el Banco Mesa Verde. Howard está feliz de tener el negocio, pero le niega el crédito a Kim. Jimmy propone que se asocien juntos en un bufete. Kim responde con una propuesta para que comiencen prácticas separadas en una oficina compartida, por lo que Jimmy deja D&M (armando un plan para ser despedido sin causa), Kim deja HHM y comienzan sus nuevas empresas. Kim logra ganarse a Mesa Verde como cliente, pero Chuck convence a Mesa Verde para que permanezca en HHM.
Los intentos de Chuck de ocultar su sensibilidad electromagnética durante la reunión con Mesa Verde hacen que se enferme gravemente y su cuidador y amigo de Jimmy, Ernesto, lo llama para pedir ayuda. Mientras Chuck duerme, Jimmy, para "ayudar" a Kim, altera los documentos de Mesa Verde almacenados en su casa. Como resultado, la solicitud de Chuck a la junta bancaria estatal para una nueva sucursal de Mesa Verde es incorrecta, lo que genera una demora significativa. Mesa Verde despide a HHM y contrata a Kim, haciendo que Chuck sospeche que Jimmy lo saboteó. Kim infiere la culpabilidad de Jimmy y le dice que si dejó alguna evidencia, Chuck la encontrará.
Sabiendo que el empleado de la tienda de copias donde alteró los documentos puede identificarlo, Jimmy va a la tienda para comprar su silencio, pero ve a Ernesto interrogando al empleado. Habiendo visitado las tiendas a pedido de Chuck hasta que encontró la correcta, Ernesto se va para recoger a Chuck y traerlo de regreso para interrogar al empleado. Jimmy entra a la tienda y soborna al empleado, luego espera al otro lado de la calle para ver qué sucede cuando llega Chuck. Chuck comienza a interrogar al empleado, pero su EHS hace que se desmaye y se golpee la cabeza. Jimmy se debate entre ayudar a Chuck o mantener en secreto su accionar. Jimmy acude en ayuda de Chuck, haciendo que sea transportado al hospital. Se pregunta cómo Jimmy llegó a la tienda tan rápido después de su accidente y supone que Jimmy sobornó al empleado y se quedó cerca para ver qué pasaría cuando llegara Chuck. Ernesto le miente a Chuck y le dice que llamó a Jimmy antes de llevar a Chuck a la tienda porque estaba preocupado por la salud de Chuck. El médico de Chuck le demuestra a Jimmy que los síntomas de EHS de Chuck son psicosomáticos. Chuck engaña a Jimmy para que confiese el fraude de Mesa Verde; después de que Jimmy le dice la verdad, registra en secreto su confesión con un casete.

#### Temporada 3
Decidido a que el fraude no quede impune, Chuck hace arreglos para que Jimmy se entere de la grabación a través de Ernesto y Kim, y Jimmy irrumpe en su casa para destruirla. El investigador privado de Chuck y Howard son testigos de las acciones de Jimmy, lo que le permite a Chuck denunciarlo a la policía.
Jimmy es arrestado, pero Chuck le dice al fiscal que prefiere que Jimmy se someta a una audiencia disciplinaria del colegio de abogados a seguir un caso penal. Jimmy y Kim deciden crear un plan para hacer que la salud mental de Chuck sea un problema cuando testifica; durante el juicio Jimmy le pregunta sobre su hipersensibilidad. Jimmy revela que Huell Babineaux, un carterista, colocó la batería del teléfono celular de Jimmy en el bolsillo de Chuck y Chuck la llevó durante más de una hora sin experimentar síntomas. La sugerencia de que su enfermedad no es real hace que Chuck descargue todas sus frustraciones sobre Jimmy en una diatriba que deja atónita a la audiencia en la sala de audiencias.
El tribunal dicta que la licencia de abogado de Jimmy queda suspendida por un año, pero no es inhabilitado permanentemente. Tanto para pagar su parte del alquiler de la oficina como para hacer uso del tiempo de publicidad en televisión que ya ha pagado por adelantado, Jimmy comienza a producir comerciales para otras empresas mientras usa el alias Saul Goodman en el aire. Jimmy intenta obtener un reembolso de la prima de su seguro por negligencia, pero descubre que el seguro debe permanecer vigente en caso de que lo demanden por casos anteriores mientras su licencia está suspendida. Jimmy finge colapsar mientras informa a la compañía de seguros sobre la condición de Chuck, un acto calculado para que la compañía aumente las primas del seguro por mala praxis de Chuck. La compañía de seguros informa a Chuck y Howard que las tarifas de seguro de HHM aumentarán drásticamente a menos que otro abogado supervise continuamente a Chuck. Chuck quiere pelear, pero Howard paga la primera de las tres cuotas que le permiten comprar la parte de Chuck de la sociedad y lo obliga a retirarse.
Jimmy se entera de un acuerdo propuesto del caso Sandpiper, del cual su parte será de más de un millón de dólares, pero descubre que Irene, la representante de la demanda colectiva, lo ha rechazado porque los abogados le han dicho que pueden obtener un acuerdo mayor. Jimmy ejecuta varias acciones diseñadas para engañar a Irene para que acepte el acuerdo y que sus amigas se pongan en contra de ella, pero siente remordimiento cuando esto ocurre. Cuando intenta confesar, sus amigas creen que la está encubriendo, por lo que hace arreglos para que lo escuchen alardear de haberlos engañado. Irene es reivindicada y sus amistades se restablecen, pero la confesión de Jimmy significa que no recibirá de inmediato su parte del acuerdo. Kim acepta un segundo cliente para generar los ingresos necesarios para mantener la oficina, pero sufre un accidente al quedarse dormida al volante mientras conduce a una reunión y se rompe el brazo. Jimmy y Kim luego deciden cerrar la oficina y Kim dirige su práctica desde su apartamento.
Jimmy intenta hacer las paces con Chuck, pero Chuck lo rechaza y le dice a su hermano que en realidad nunca le importó tanto. Más tarde, los síntomas de EHS de Chuck se vuelven más severos y retira todos los electrodomésticos de su casa y saca el cableado en un esfuerzo por descubrir qué está causando que su medidor de electricidad siga funcionando. La condición de Chuck continúa deteriorándose y finalmente patea deliberadamente una lámpara de gas que provoca un incendio en su casa.

#### Temporada 4
Jimmy se entera al día siguiente del incendio y le informan que el mismo provocó la muerte de Chuck; con el paso de los días, se cree culpable de su muerte hasta que Howard le confiesa su creencia de que tiene la culpa debido a su respuesta al aumento de las tasas de seguro por negligencia. Jimmy oculta su papel en el tema del seguro, permite que Howard acepte la culpa y recupera su actitud optimista.
Comienza a buscar trabajo y se entrevista con el dueño de una tienda de fotocopias; Jimmy ve la oportunidad de robar una valiosa estatuilla de Hummel, para lo cual contrata a Ira. En los siguientes días, es contratado para administrar una tienda de teléfonos celulares; como forma de impulsar el negocio, Jimmy usa su herencia simbólica de Chuck de $5,000 dólares para comenzar un lucrativo negocio secundario de reventa de teléfonos prepagos en la calle, nuevamente haciendo uso del alias de Saul Goodman. Kim está aburrida de ejercer el derecho bancario para Mesa Verde y comienza a aceptar casos de defensa penal pro bono, lo que le resulta más satisfactorio. Kim convence a Schweikart & Cokely, la firma que representa a Sandpiper, para que la contrate como socia a cargo de una nueva división bancaria, pero le dice a Jimmy que el socio sénior Rich Schweikart la buscó.
Cerca del final de su libertad condicional, un oficial de policía vestido de civil lo interroga sobre su negocio secundario de telefonía celular. Huell, que trabaja como guardaespaldas de Jimmy, regresa de comprar el almuerzo. Él malinterpreta la interacción y golpea al policía en la cabeza con una bolsa de sándwiches, lo que genera un cargo de asalto. La asistente del fiscal de distrito que procesa el caso Suzanne Ericsen busca una sentencia de varios años de prisión porque Huell es un delincuente reincidente. Jimmy solicita la ayuda de Kim para defender a Huell, pero ella se niega a arruinar la reputación del policía. En cambio, Kim y Jimmy organizan una muestra falsa de apoyo a Huell que hace que la fiscal acepte un acuerdo de culpabilidad que lo mantiene fuera de prisión. Kim está eufórica por la emoción de la estafa y convence a Jimmy para que la ayude a realizar una estafa para reemplazar los planes aprobados por la ciudad para una sucursal de Mesa Verde en Lubbock, Texas, con planes para un edificio más grande.
Se niega la solicitud de reincorporación a la barra de Jimmy y se entera de que fue porque no mostró remordimiento por la muerte de Chuck. Para prepararse para su apelación y coincidiendo con el primer año de su muerte, Kim y Jimmy realizan varias exhibiciones públicas que le permiten fingir el dolor, incluida la inauguración de una sala de lectura en la biblioteca de leyes en nombre de Chuck en la Universidad de Nuevo México. Jimmy da un discurso ante el panel de apelación sobre querer hacer justicia al nombre de McGill, convenciéndolos de restablecer su licencia de abogado. Luego sorprende a Kim al revelar que el discurso fue una estafa poco sincera. Obtiene una solicitud de DBA y anuncia que tiene la intención de volver a ejercer la abogacía como Saul Goodman.

#### Temporada 5
Jimmy le dice a Kim que la notoriedad del nombre de Saul Goodman usado en la reventa de teléfonos prepagos le da una base de clientes preparada para una práctica de derecho penal. Se ofrece a ayudar a Kim a engañar a un cliente reacio para que acepte un acuerdo de culpabilidad favorable; ella se niega, pero luego ejecuta la estafa sola, lo que la deja enojada consigo misma.  Mesa Verde tiene la intención de desalojar a Everett Acker de un terreno arrendado para dar paso a un nuevo centro de llamadas y le ofrece a Acker un exiguo acuerdo. Kim simpatiza con Acker y tiene a Jimmy como su abogado.  Jimmy emplea tácticas dilatorias con la esperanza de influir en el banco para que acepte una alternativa al desalojo de Acker, pero Kevin, el presidente del banco, es inflexible. Con Rich amenazando con sacar a Kim del caso de Mesa Verde, Kim le pide a Jimmy que persuada a Acker para que acepte un acuerdo mejorado en el que ella compensará la diferencia entre lo que Acker quiere y lo que pagará el banco. Jimmy está de acuerdo, pero en la reunión para finalizar el trato, sorprende a todos con una demanda exorbitante y amenazas de publicidad negativa contra el banco, lo que lleva a Kevin a aceptar un trato más favorable. Kim está furiosa con Jimmy por no haberle informado de su plan. Luego sugiere que se casen para que sus conversaciones estén protegidas por el privilegio conyugal.  Se casan al día siguiente en una pequeña ceremonia en un juzgado. 
Howard se siente culpable por el trato que le dio a Jimmy en el pasado y le ofrece un trabajo en HHM. Jimmy está inquieto por el recuerdo de su pasado y comienza a acosar a Howard dañando su auto con bolas de bolos e interrumpiendo su almuerzo de negocios con Clifford Main a través de prostitutas. Howard se da cuenta de que Jimmy está jugando con él y rescinde la oferta de trabajo; Jimmy culpa airadamente a Howard por la muerte de Chuck y dice que, como Saul Goodman, es demasiado grande para las limitaciones de HHM.
Nacho y Lalo Salamanca involucran a Jimmy en el negocio de las drogas de los Salamanca cuando lo contratan para obtener la liberación de Domingo Molina de la cárcel haciéndolo pasar por informante confidencial del agente de la DEA Hank Schrader. Jimmy luego representa a Lalo ( usando el seudónimo Jorge de Guzmán) cuando lo arrestan por asesinato. Gus Fring quiere que liberen a Lalo, por lo que Mike proporciona información que le permite a Jimmy persuadir a un juez para que conceda una fianza de $ 7 millones en efectivo. Jimmy accede a aceptar $100,000 a cambio de transportar el dinero desde un lugar remoto en el desierto. Recoge el dinero en efectivo de Leonel y Marco Salamanca (los Primos), pero en su viaje de regreso es atacado por varios pistoleros enviados por Juan Bolsa. Mike estaba rastreando a Jimmy por Gus y mata a todos menos a un atacante. El auto de Jimmy se descompone, lo que los obliga a esconder el auto del atacante restante y viajar a campo traviesa con el dinero. Caminan durante dos días y trabajan juntos para matar al pistolero restante. Mientras caminan, se encuentran con un abrevadero y se detienen para relajarse. Jimmy le pregunta a Mike qué haría si tuviera una máquina del tiempo y 1 millón de dólares. Mike inicialmente dice que volvería al día en que murió su hijo, Matty, pero cambia su respuesta al día en que aceptó su primer soborno. Cuando Mike le pregunta a Jimmy lo mismo, Jimmy le dice deshonestamente a Mike que invertiría en Berkshire Hathaway y se convertiría en multimillonario. Mike pregunta si Jimmy cambiaría algo, pero Jimmy desvía la pregunta. Eventualmente, el teléfono de Jimmy recibe señal y él llama a Kim para tranquilizarla y decirle que está bien antes de pedir ayuda. Tyrus y Victor llegan para recoger a Mike y Jimmy y, en el viaje de regreso, Mike le dice a Jimmy que debe idear una historia creíble para Lalo. Los hechos dejan a Jimmy sufriendo estrés postraumático.
Después de pagar la fianza de Lalo, Jimmy le dice a Lalo que caminó solo a través del país después de que su auto se descompuso para no correr el riesgo de perder el dinero. Jimmy le cuenta a Kim la misma historia, pero ella ve su taza de viaje y se da cuenta de que está mintiendo. Kim le dice que estará lista para escuchar cuando él esté listo para decirle la verdad. Jimmy interrumpe su recuperación para tratar con los clientes en el juzgado. Cuando regresa esa noche, Kim le dice que dejó Schweikart & Cokely y renunció a la cuenta de Mesa Verde. Mientras discuten, Mike llama por teléfono para advertir a Jimmy que, en lugar de ir a México, Lalo se dirige al apartamento con Kim. Mientras Mike escucha a través del teléfono celular oculto de Jimmy y apunta con un rifle de francotirador a Lalo, Lalo cuestiona la versión de los hechos de Jimmy y revela que encontró agujeros de bala en el auto de Jimmy. Kim se enfrenta a Lalo y lo reprende por no confiar en Jimmy. Lalo parece satisfecho y se va, pero Jimmy y Kim se mudan a un hotel por su seguridad. Al día siguiente, Jimmy se entera por Mike que Lalo regresó a su casa en Chihuahua y que Gus ha enviado asesinos a sueldo para asesinarlo.
Durante una conversación en el juzgado, Kim le dice a Howard que renunció a S&C. Howard asume que fue por instigación de Jimmy y le cuenta sobre su campaña de acoso. Kim se ríe de la idea de que no puede decidir por sí misma. Más tarde, Kim le sugiere a Jimmy que se venguen de Howard forzando un acuerdo en el caso Sandpiper, lo que le dará a Jimmy su parte del acuerdo de siete cifras antes. Jimmy desaconseja, pero Kim afirma con confianza su intención devolviendo el mismo gesto de pistola con el dedo que Jimmy usó cuando anunció que tenía la intención de ejercer la abogacía como Saul Goodman.

#### Temporada 6
Jimmy y Kim comienzan a conspirar contra Howard. La fiscal Suzanne Ericsen le informa a Jimmy que su cliente Jorge de Guzmán usó un alias y le pregunta si conoce la verdadera identidad de su cliente. Jimmy lo niega pero accidentalmente nombra el nombre real de Lalo. Kim vigila a Cliff y Howard en un campo de golf mientras Jimmy se cuela en el vestuario del mismo para plantar una bolsa que parece cocaína en el casillero de Howard. Howard y Cliff lo encuentran, pero Howard lo descarta como un error de un empleado o una broma.
A instancias de Kim, Jimmy engaña a los Kettleman, que ahora poseen un negocio fraudulento de declaración de impuestos haciéndoles creer que tienen motivos para demandar a Howard. Intentan contratar a Cliff para que los represente, alegando que Howard proporcionó un servicio ineficaz porque usó cocaína durante su representación de Craig Kettleman. Cliff se niega, al igual que varios otros abogados, pero Jimmy y Kim logran difundir el rumor de que Howard usa drogas. Más tarde, Jimmy intenta sobornar a los Kettleman para que permanezcan en silencio sobre su papel en difamar a Howard. Cuando rechazan el efectivo, Kim los coacciona amenazándolos con revelar su turbia estafa al IRS. Jimmy decepciona a Kim al darles el dinero a los Kettleman antes de irse.
Suzanne se acerca a Kim para decirle que ha identificado a De Guzmán como Lalo Salamanca y que Lalo está muerto. Suzanne también ha conectado a Jimmy con la familia de narcotraficantes Salamanca y le pide a Kim que se acerque a él para convertirse en informante. Kim le informa a Jimmy sobre la conversación y le pregunta si tiene la intención de ser un "amigo del cartel" o una "rata". Jimmy y Kim trabajan con Huell y un socio para copiar la llave del auto de Howard y el botón de desbloqueo remoto. Huell le pregunta a Jimmy por qué los abogados legítimos cometerían delitos y Jimmy presenta un argumento poco convincente acerca de hacer el mal para lograr un bien mayor.
Jimmy descubre que su representación de Lalo Salamanca lo ha convertido en un paria del personal del juzgado, pero en un abogado defensor muy buscado entre los criminales de Albuquerque. La afluencia de nuevos clientes hace que la Sra. Nguyen lo eche del salón de belleza, por lo que comienza a buscar una oficina. Identifica una vacante en un centro comercial, que decide alquilar debido a su proximidad al juzgado, la cárcel del condado y las oficinas de fianzas de la ciudad. Su negocio comienza a crecer y Jimmy logra persuadir a Francesca Liddy, una secretaria que ya había trabajado con él y Kim en su oficina compartida para que trabaje nuevamente como su asistente administrativa. Cuando Kim se encuentra con Cliff Main en un café al aire libre, Jimmy se disfraza de Howard y toma su auto mientras Howard visita a su terapeuta. Jimmy empuja a Wendy fuera del auto frente a Cliff y Kim, sugiriendo además a Cliff que Howard está usando cocaína y prostitutas.
Cliff confronta a Howard sobre su supuesto consumo de cocaína. Howard reconoce que Jimmy continúa acosándolo, por lo que lo engaña para que se reúna con él en un gimnasio de boxeo. Howard desafía a Jimmy a una pelea y Jimmy se niega, pero luego cambia de opinión y entra al ring. Howard lo derrota y dice que espera que esto termine con el acoso, pero luego, Howard ordena a un investigador privado que comience a vigilar a Jimmy.
Durante una reunión con Viola Goto, su ex asistente legal, Kim obtiene el nombre del juez jubilado que mediará en una próxima conferencia de conciliación para el caso Sandpiper. Jimmy y su equipo de filmación fabrican fotos que incluyen a un actor maquillado para parecerse al mediador. Más tarde, Jimmy ve al verdadero mediador en una tienda y le dice a Kim que tiene un brazo roto enyesado, que no se muestra en las fotos. Kim abandona su plan de reunirse en Santa Fe con Cliff y representantes de una fundación interesada en financiar su trabajo de defensa criminal pro bono y regresa a Albuquerque para ayudar a Jimmy a volver a tomar las fotos apresuradamente.
El investigador de Howard, quien trabajaba en secreto con Jimmy y Kim, le entrega las fotos poco antes de que comience la sesión de mediación. En ellas se muestra al mediador aceptando dinero de Jimmy y están cubiertos con una droga que hace que las pupilas de Howard se dilaten. Acusa enojado al mediador de aceptar un soborno, y cuando intenta recuperar las fotos como prueba, descubre que han sido cambiadas por fotos inocuas de Jimmy. Mientras Jimmy y Kim escuchan la conferencia telefónica, Howard es humillado frente a sus clientes y compañeros, y HHM y Davis & Main acuerdan resolver el caso Sandpiper por menos del monto esperado. Después de que concluye la mediación, Howard reúne las piezas de toda la trama, incluido el éxito de Jimmy y Kim al obligarlo a confiar en el falso investigador privado. Esa noche, llega al apartamento de Kim para enfrentarse a ella y a Jimmy, acusándolos de lograr su cometido y prometiendo que pasara sus días buscando probar su engaño. Para sorpresa de ambos, Lalo llega poco después. Howard ignora las súplicas de Kim y Jimmy de irse de inmediato, y Lalo mata a Howard con un tiro en la cabeza.
Lalo, quien había sobrevivido del ataque de Gus, le da a Jimmy una descripción vaga de Fring y le indica que conduzca hasta su casa y le dispare; Jimmy convence a Lalo para que envíe a Kim en su lugar. Lalo frena a Jimmy y le pregunta sobre su participación en el allanamiento de su casa. Jimmy se niega a saberlo y culpa a Nacho. Lalo sale de la casa para ir a la lavandería de Gus, pero dice que volverá para reanudar el interrogatorio. Gus reconoce la llegada de Kim a su casa como una distracción y se dirige a su lavandería. Desconocido para Jimmy, Gus mata a Lalo. Mike y sus hombres llegan al apartamento y liberan a Jimmy. Kim se reencuentra con él a la mañana siguiente; Mike les dice que no volverán a ver a Lalo y escenifica la muerte de Howard para que parezca un suicidio. También les indica que hagan plausible la historia del suicidio manteniendo su engaño sobre la adicción a las drogas de Howard y les advierte que nunca revelen la verdad.
Jimmy y Kim tratan de seguir su vida normal y asisten al funeral de Howard en HHM, enterándose de que la empresa reducirá su tamaño y cambiará de nombre. Jimmy le dice a la viuda de Howard, Cheryl, que podría haber sido más amable con Howard, pero que estaba celoso porque Howard tenía el respeto de Chuck, mientras que Jimmy no. Después de que Kim, abrumada por la culpa, decide dejar de ser abogada, él le ruega desesperado que lo reconsidere, pero ella se niega entre lágrimas, lamentándose por arruinar la vida de Howard y dice que cree, a pesar de que se aman, lastimarán a todos los que los rodean si permanecen juntos. Kim deja a Jimmy y se divorcian en 2004. Kim se niega a aceptar su parte del dinero del acuerdo Sandpiper y se muda a Florida. Después de que se firman los papeles, Jimmy llama a su próximo cliente, Emilio Koyama. Afuera, Kim se encuentra con el amigo de Emilio, Jesse Pinkman, quien le pregunta si Jimmy es un buen abogado. Kim le dice a Jesse que lo era cuando lo conoció.
El dolor por romper con Kim hace que tiempo después, Jimmy adopte por completo su personalidad de Saul Goodman, como lo demuestra la adquisición de una mansión en expansión (decorada con motivos ostentosos que recuerdan a la casa de Bob Guccione en el Upper East Side de Nueva York) y un Cadillac DeVille blanco. Comienza a trabajar nada más despertarse, contrata regularmente a prostitutas (ofreciendo una barra energética a una trabajadora sexual que se va mientras él realiza múltiples tareas) y le menciona a Francesca a su traficante de alprazolam en una llamada telefónica preparatoria. Su oficina ha sido renovada e incluye una Estatua de la Libertad inflable en el techo y un papel tapiz que se asemeja a la Constitución de los Estados Unidos.

### Breaking Bad
En el momento de la presentación de Jimmy en Breaking Bad, adoptó por completo la identidad de "Saul Goodman" y rara vez menciona el nombre de Jimmy McGill. Saúl es un abogado defensor astutamente agresivo, ayudado por su conocimiento práctico del español, pero también se involucra en actividades cuestionables y descaradamente criminales, como el lavado de dinero. Mike ahora trabaja como su investigador privado, además de hacer trabajos ocasionales. Saul también ha vuelto a contratar a Huell como su guardaespaldas y seguridad para su oficina. Saul se ha relacionado con Gus Fring, el dueño de la franquicia de comida rápida Los Pollos Hermanos, probablemente a través de Mike, que Gus usa como fachada para contrabandear cocaína del cartel de drogas de Juárez.

#### Temporada 2
Después de que arrestan a un traficante de drogas llamado Brandon "Badger" Mayhew, Saul se ofrece a ser su asesor legal y se entera de que la DEA espera que Badger los lleve a "Heisenberg", un narcotraficante prometedor. Los preocupados cocineros de metanfetamina Walter White y Jesse Pinkman, siendo el primero el mencionado "Heisenberg", deciden visitar a Saul para convencerlo de que no permita que Badger hable con la DEA. Walt se hace pasar por el tío de Badger y va a su oficina, donde se entera de que Saul le aconsejará a Badger que revele a sus asociados para evitar la prisión. Walt le ofrece a Saul un soborno para evitar que Badger "se vuelva loco", pero Saul se niega. Más tarde esa noche, Walt y Jesse lo secuestran y conducen hasta el medio del desierto, amenazando con matarlo si no evita que Badger informe. Saúl inicialmente cree que Lalo los envió y culpa a Nacho por ayudar en el ataque a Lalo en su casa. Al darse cuenta de que Walt y Jesse no están asociados con Lalo, acepta un pago simbólico para poder brindarles asesoramiento legal protegido por el privilegio abogado-cliente. Saul expresa asombro por su laboratorio de metanfetamina móvil e identifica correctamente a Walt como Heisenberg. Jesse le pregunta a Saul sobre Lalo, pero Saul dice que él es "nadie".
Más tarde, Saul le pregunta a Mike sobre Heisenberg y Mike identifica a Walt y Jesse para él, pero advierte a Saul que no se involucre con ellos. Saul se encuentra con ellos de todos modos y les cuenta sobre Jimmy "In-'N-Out" Kilkelly, quien se gana la vida confesando los crímenes de otros y yendo a prisión. Saul hace arreglos para que Kilkelly sea arrestado y confiese ser Heisenberg. La DEA arresta a Kilkelly cuando Badger se encuentra con él por un negocio de drogas, pero Hank no está completamente convencido. Más tarde, Saul visita a Walt en la escuela donde trabaja y le informa que fue muy fácil encontrarlo. Saul se ofrece a ser el asesor legal, lavador de dinero y asesor de tiempo completo de Walt. Walt acepta y Saul se convierte en el abogado y consigliere de Walt y Jesse.
Combo, un amigo de Jesse y traficante de metanfetamina para ambos, es asesinado por una pandilla rival y los amigos de Jesse se niegan a seguir vendiendo metanfetamina. Saul promete ponerse en contacto con otro traficante, Gus, aunque les advierte que es muy selectivo a la hora de decidir con quién trabajar. Walt finalmente convence a Gus de que compre su último lote por casi un millón de dólares, pero Gus expresa fuertes reservas sobre la confiabilidad de Jesse debido a su evidente consumo de drogas.
Cuando Walt se queja con Saul de que en realidad no puede usar el dinero que gana, Saul le dice a Walt que puede lavar su dinero a través del sitio web que creó su hijo, Walter Jr., "SaveWalterWhite.com". Saul contacta a un hacker en Bielorrusia que puede hacer que parezca que el sitio web recibe donaciones reales, cuando en realidad todo el dinero es de Walt. Más tarde, cuando la novia de Jesse, Jane Margolis, muere de una sobredosis de heroína, Saul envía a Mike a eliminar toda evidencia de uso de drogas y a entrenar a Jesse para que diga lo que necesita decir para eliminar las sospechas.

#### Temporada 3
Saul ayuda a Jesse a comprar de forma anónima la casa de su tía a sus padres con su parte del dinero de las drogas. Saul y Mike intervienen en la casa de Skyler White (la esposa de Walt) para averiguar si le ha contado a alguien sobre Walt. Saul intenta que Jesse convenza a Walt de que vuelva a cocinar metanfetamina. Después de un altercado entre Walt y el jefe de Skyler, Ted Beneke, Mike lleva a Walt a Saul. Walt luego se da cuenta de que Saul ha estado interviniendo en su casa y lo ataca, lo que hace que Saul se niegue a lavar más dinero a través del sitio web de Walter Jr. Jesse visita a Saul con la metanfetamina que produjo y solicita una reunión con Gus, en la que Gus acepta comprar el producto de Jesse, asumiendo que será un incentivo para Walt. Saul organiza una reunión entre Jesse y Walt para resolver el problema de la mitad del dinero de Jesse de su trabajo anterior para Gus. Walt acepta reanudar la producción de metanfetamina para Gus, con Gale Boetticher como su asistente, por lo que Saul cambia de bando y acepta lavar los nuevos ingresos de Walt.
Cuando Hank está cerca de atrapar a Jesse en el vehículo recreativo que Walt usa como laboratorio de metanfetamina y se entera de que Walt está con él, Walt llama a Saul. Saul hace que Francesca, se haga pasar por un despachador del Departamento de Policía de Albuquerque y afirma falsamente que la esposa de Hank, Marie, ha tenido un accidente automovilístico, lo que atrae a Hank al hospital y les da a Jesse y Walt tiempo para destruir la casa rodante. Sin embargo, Saúl se siente culpable por su parte en la cruel artimaña. Frustrado por perder su posible arresto de Jesse, Hank ataca a Jesse en su casa. Saul visita a Jesse hospitalizado, quien amenaza con exponer la verdadera identidad de Walt. Saul y Walt consideran matar a Jesse, pero deciden no hacerlo. Saul intenta convencer a Jesse de que compre propiedades comerciales para lavar su dinero, pero Jesse rechaza la idea. Saul discute planes para el lavado de dinero con Skyler y Walt, y plantea la idea de comprar un negocio de juegos láser. Skyler quiere comprar el lavado de autos del ex empleador de Walt, Bogdan, creyendo que es un negocio de fachada mucho más plausible. Walt visita a Saul para discutir el plan de Jesse de matar a dos traficantes que trabajan para Gus y mataron al amigo de Jesse, Combo, y al hermano de su novia Andrea, Tomás. Mike, que trabaja para Gus, amenaza a Saul para obtener la ubicación de Jesse, con la intención de matarlo antes de que actúe contra los traficantes, pero Saul envía a Mike al lugar equivocado. Saul luego ayuda a Jesse a esconderse y luego hace arreglos para que Jesse y Walt se reúnan en la sala de juegos láser.

#### Temporada 4

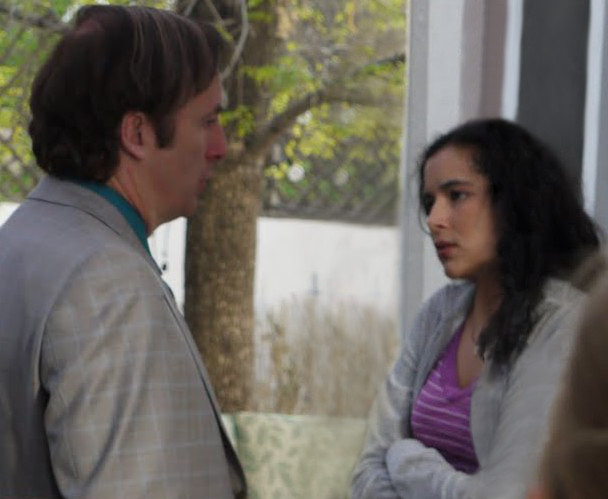
Bob Odenkirk como Saul Goodman en el set de Breaking Bad durante el rodaje de la cuarta temporada, con Emily Rios como Andrea Cantillo

Saul y Skyler planean formas de persuadir a Bogdan para que venda el lavado de autos, pero Skyler descarta la violencia o la intimidación. Saul hace que su empleado Patrick Kuby se haga pasar por un inspector del gobierno para informar a Bogdan de supuestas preocupaciones ambientales que costarán cientos de miles de dólares mitigar. Bogdan, temeroso de cerrar por incumplimiento, vende el lavado de autos a Walt y Skyler, y Skyler se hace cargo de la administración diaria. Walt le cuenta a Saul sus preocupaciones con respecto a Jesse, Hank y Gus. Saul le cuenta a Walt sobre Ed Galbraith, el "desaparecedor", el propietario de un taller de reparación de aspiradoras que puede proporcionarles a Walt y su familia nuevas identidades si tienen que huir. Walt atropella a los dos traficantes de Gus antes de que Jesse pueda matarlos y luego le dice a Jesse que corra. Saul ayuda a asegurarse de que no se descubra el daño al auto de Walt. Walt sugiere que Gus tomará represalias por el asesinato de los dos traficantes y recomienda que Saul contacte a un asesino a sueldo para matar a Gus, pero Saul descarta la idea. A instancias de Jesse, Saul visita a Andrea e intenta darle el dinero restante de Jesse.
Para proteger a Skyler de la investigación del IRS sobre el fraude fiscal de Beneke, Saul le da $ 620,000 del efectivo de Walt para pagar la factura de impuestos haciendo pasar el dinero como una herencia de un pariente falso. Ted planea gastar el efectivo, por lo que Saul envía a Kuby y Huell para obligarlo a pagar al IRS, y después de que Beneke firma el cheque, trata de huir, tropieza y se lastima. Después de que Gus amenaza a Walt, Walt exige que Saul organice una reunión con Ed para que su familia pueda escapar. Walt le pide a Saul que informe a la DEA sobre Gus atacando a Hank. Saul está de acuerdo, pero se niega a mencionar el nombre de Gus. Saul persuade a Jesse para que vaya a su oficina y hace que Huell robe en secreto el cigarrillo de ricina que Walt le dio a Jesse para que lo usara para matar a Gus. Saul le da a Jesse su dinero y le dice que se vaya de Albuquerque por su propia seguridad. Jesse se da cuenta de que la ricina se ha ido. El hijo de Andrea, Brock, es envenenado y Jesse les dice a los médicos que busquen ricina, creyendo que Walt es el responsable. Walt convence a Jesse de que Gus envenenó a Brock, por lo que Jesse acepta ayudarlo a matar a Gus. Saul se esconde, pero regresa para representar a Jesse cuando se le pregunta sobre el envenenamiento de Brock. Saul descubre por Jesse que Gus visita regularmente a Héctor Salamanca en un asilo de ancianos. Saul le pasa la información a Walt, quien luego la usa en un complot para tender una emboscada y matar a Gus.

#### Temporada 5

##### Parte 1
Saul le cuenta a Skyler sobre el accidente de Beneke, que lo ha dejado hospitalizado e inmóvil. Walt está enojado con Saul por el pago de Saul a Beneke, mientras que Saul está molesto con Walt por envenenar a Brock. Intenta terminar su relación con Walt, pero Walt lo intimida para que continúe con su arreglo comercial. Con Gus muerto, Saul intenta convencer a Walt de que deje de fabricar metanfetamina, pero Walt dice que tiene que continuar porque necesita el dinero. Saul organiza una reunión entre Mike, Jesse y Walt, donde acuerdan establecer un nuevo negocio de producción de metanfetamina. Saul ayuda a Walt y Jesse a buscar nuevas ubicaciones y acuerdan que el negocio de Ira, Vamonos Pest Control, es la mejor opción. Saul defiende a Mike de la investigación de la DEA amenazando con un litigio por su supuesto acoso. La DEA se entera de que el abogado de Mike, Dan Wachsberger, es el conducto para los pagos secretos de Mike a los ex empleados de Gus y para que Mike oculte dinero en efectivo para su nuera Stacey y su nieta Kaylee. Mike le pide a Saul que recupere su "bolso de viaje", que contiene dinero en efectivo y documentos de identidad falsos. Saul no puede, así que Walt lo hace. Cuando Mike se niega a divulgar los nombres de los ex empleados de Gus para que Walt pueda hacer que los maten para proteger su identidad, Walt le dispara y lo mata. Jesse intenta que Saul tome los $ 5 millones que Jesse ganó robando un tren lleno de metilamina y se los distribuya a Kaylee y a los padres de Drew Sharp, el niño que Todd Alquist mató durante el robo. Saul se niega, diciendo que atraería más escrutinio policial. Jesse intenta deshacerse del dinero de otras maneras, incluso arrojándolo al césped al azar y dejándolo en buzones de correo al azar. Saul llama a Walt para informarle del comportamiento errático de Jesse. 

##### Parte 2
Walt visita a Saul para decirle que Hank se ha enterado de que es Heisenberg. Saul sugiere matar a Hank, pero Walt se niega. Jesse es arrestado mientras arrojaba dinero de su automóvil y Saul obtiene su liberación de la custodia policial. Saul organiza una reunión entre Walt y Jesse, y Walt convence a Jesse para que se comunique con Ed y comience una nueva vida. Saul quiere que Jesse deje las drogas antes de comenzar el viaje, pero Jesse se niega, por lo que Saul hace que Huell robe el cannabis de Jesse. Cuando Jesse se da cuenta de que le robaron la marihuana, se da cuenta de que Huell robó previamente el cigarrillo de ricina, lo que significa que Walt envenenó a Brock y Saul lo sabía. En lugar de irse con Ed, Jesse regresa a la oficina de Saul y lo ataca. Saul admite que hizo que Huell robara la ricina, pero dice que no sabía qué pretendía Walt. Saul llama a Walt para advertirle que Jesse sabe la verdad sobre lo que le pasó a Brock. Saul se encuentra con Walt y sugiere matar a Jesse. Después de que la DEA manipula a Huell para que les diga qué pasó con el dinero de Walt, Saul teme por su vida y se encuentra con Walt en el lavado de autos. Creyendo que su arresto es inminente, Walt se esconde; todo esto se agrava cuando Hank es asesinado y Walt es denunciado con la policía. Saul reúne objetos de valor de su oficina y le da a Francesca una historia de tapadera, mientras ella se prepara para deshacerse de los documentos triturados de la práctica legal de Saul. Ella accede a estar en una cabina telefónica el 12 de noviembre (cumpleaños de Jimmy) a las 3 pm para recibir una llamada. Saul le da a Francesca dinero en efectivo y la tarjeta comercial de un abogado y le dice que si necesita ayuda, debe decir "Jimmy" la envió. Saul y Walt se ponen en contacto posteriormente con Ed, quien establece una nueva vida para Saul como Gene Takavic, el gerente de un Cinnabon en Omaha, Nebraska. Mientras espera dentro del sótano de Ed durante la noche, Walt intenta arreglar un calentador roto. Saul le pregunta a Walt qué haría con una máquina del tiempo, lo que molesta a Walt debido a su terminología e insiste en que usa el término arrepentimiento en su lugar. Walt dice que se arrepiente de dejar su anterior empresa Grey Matter, mientras que Saul dice que se arrepiente de haber cometido una estafa de 'resbalón y caída' que le provocó una lesión permanente en la rodilla. Después de escuchar que Saul solía ser un estafador, Walt se da cuenta de que Saul siempre ha sido así y desdeñosamente vuelve a arreglar el calentador. En la mañana, Walt intenta persuadir a Saul para que lo acompañe en lugar de ir a Omaha y contactar a sicarios para matar a Jack Welker en represalia por matar a Hank, pero Saul se niega. Walt intenta intimidar a Saul, pero se dobla en un ataque de tos. Saul deja a Walt en el sótano de Ed y emprende su viaje a Omaha para comenzar su nueva vida.

### Posterior aBreaking Bad
Ed se refiere a Saul en El Camino: una película de Breaking Bad cuando Jesse intenta persuadirlo para que, ahora sí, lo ayude a dejar Albuquerque y comenzar una nueva vida. Además, una escena de la película muestra que la oficina de Saul en el centro comercial se ha convertido en un restaurante y bar deportivo.
Las aperturas de los primeros episodios de las temporadas uno a cinco y los últimos cuatro episodios de la sexta temporada (y la serie) de Better Call Saul son flashforwards en blanco y negro que tienen lugar después de Breaking Bad, que muestran que después de dejar Albuquerque, Saul se muda a Omaha, Nebraska bajo el alias Gene Takavic, manteniendo un perfil bajo como gerente de una tienda Cinnabon en un centro comercial. Estas escenas lo muestran recordando en privado sus años gloriosos, pero desconfiando de que alguien se entere de su vida anterior en Albuquerque y de su actual ubicación.
Cuando un taxista de Albuquerque llamado Jeff lo reconoce como Saul, Gene, preso del pánico, inicialmente llama a Ed para pedir ayuda, pero luego decide arreglar la situación él mismo y se lo comunica. Elabora un plan donde, teniendo como excusa la búsqueda de "su perro" perdido, se hace amigo de la madre de Jeff, Marion, a través de la cual le habla a Jeff sobre ser parte del "juego". Gene ayuda a Jeff y a su amigo Buddy a planear el robo de una tienda por departamentos en el centro comercial. Gene se hace amigo de los guardias del centro comercial ganándoselos con comida que les trae de Cinnabon y haciendo que se distraigan de mirar las cámaras de seguridad, mientras que Jeff roba varios artículos y usa un contenedor de envío para transportarlos fuera de la tienda. Cuando se reagrupan en la casa de Jeff para celebrar, Gene les recuerda que han cometido varios crímenes, y si Jeff o Buddy exponen a Gene como Saul, él los denunciará como una forma de destrucción mutua asegurada. Gene termina su asociación y advierte a Jeff que no se le vuelva a acercar. Al día siguiente, Gene visita la tienda que robó y mira con nostalgia un traje estilo Saul Goodman antes de irse.
Como prometió, Gene hace una llamada telefónica preestablecida el 12 de noviembre a las 3 p. m. a Francesca, quien revela que las autoridades se han apoderado de todos sus activos conocidos y todavía lo están buscando a él y a Jesse. Después de enterarse de que Kim había llamado y preguntado a Francesca sobre él, Gene llama a Kim (que ahora trabaja en una empresa de rociadores en Florida), pero se enfurece cuando ella le dice que se entregue. Luego, Gene vuelve a reclutar a Jeff y Buddy en una serie de estafas de robo de identidad, que ejecutan con éxito durante un tiempo. Cuando Buddy se niega a entrar en la casa de un hombre que se está muriendo de cáncer, Gene decide hacerlo él mismo. El hombre se despierta mientras Gene permanece en la casa, pero se desmaya nuevamente; Mientras tanto, Jeff entra en pánico cuando ve un coche de policía patrullando detrás de él y choca su taxi, creando una distracción que permite a Gene escapar sin ser detectado. Más tarde, Gene llama a Marion para pedirle que lo acompañe a pagar la fianza de Jeff, pero Marion, sorprendida y sospechosa de su conocimiento legal, investiga y descubre la verdadera identidad de Gene como Saul Goodman en su nueva computadora. Gene intenta intimidar a Marion para que mantenga su descubrimiento en secreto, pero ella llama a las autoridades usando su botón Life Alert, lo que obliga a Gene a huir.
Gene puede recuperar su caja de zapatos y materiales importantes de su casa, y se prepara para llamar a Ed mientras se esconde en un contenedor de basura, pero luego es acorralado y finalmente arrestado por la policía. En la cárcel, llama a Bill Oakley y le pide que sea su abogado asesor. Luego, el gobierno le ofrece a Jimmy un trato de "tómalo o déjalo" de 30 años en la cárcel, pero luego Jimmy narra una versión de los hechos que lo ubica como víctima y asociado involuntario de Walter White desde que fue secuestrado por él y Pinkman, intimidando a la acusación al declarar que necesita convencer a un solo miembro del jurado para evitar un veredicto de culpabilidad. Puede mejorar su trato a solo siete años en una prisión de su elección en Carolina del Norte, que intenta reducir aún más intercambiando información sobre la muerte de Howard, pero le informa que Kim ya había confesado lo que en realidad le pasó a Howard un mes antes.
Después de haber sido extraditado a Albuquerque, Jimmy le pide a Bill que le diga al gobierno que tiene aún más información sobre la muerte de Howard. Mientras está en la corte, Jimmy solicita que se le llame Saul Goodman y comienza su testimonio narrando la misma historia de secuestro; pero luego, habiendo obtenido una pena de prisión bastante leve, cambia drásticamente de rumbo. Presumiblemente para limpiar su conciencia y recuperar el respeto de Kim, a quien vuelve a ver después de 6 años, Jimmy admite plenamente que hizo negocios con Heisenberg de forma totalmente voluntaria. Confiesa en audiencia pública todos sus crímenes, su papel crucial en el imperio de las drogas de Walter, donde argumenta que sin él, no hubiera logrado lo que logró y su papel en la expulsión de Chuck de HHM y su suicidio, admitiendo que le quitó lo que lo mantenía vivo: la ley. Además, admite no tener más información sobre Howard. Reconoce haber mentido para que Kim pudiera venir y presenciar su confesión completa. Al terminar su confesión, Saul declara que su nombre es James McGill, abandonando públicamente su personalidad alternativa.
Jimmy es enviado a prisión en Colorado, ahora con una sentencia de 86 años. Mientras está en un autobús siendo trasladado a la prisión, un recluso grande lo confronta y se emociona al verlo y los prisioneros en el autobús entonar un canto coreando la frase "Better Call Saul", mostrando que los prisioneros lo respetan mucho debido a su historia como Saul. Ya en prisión, pasa el tiempo siendo cocinero en la cocina de la prisión y Kim usa su antigua tarjeta del Colegio de Abogados vigente para visitarlo, compartiendo un cigarrillo. En el patio de la prisión, Jimmy le hace un gesto con sus pistolas de dedos mientras ella se va y se queda en silencio en el patio de la prisión hasta que la pantalla se vuelve negra.

## Otras apariciones
Entre 2010 y 2011, AMC lanzó la segunda y tercera temporada de Breaking Bad: Original Minisodes, en las cuales Saul Goodman fue uno de los protagonistas.
En 2022, AMC lanzó a Slippin' Jimmy, una nueva serie animada spin off de Better Call Saul de una temporada para que coincidiera con el final de la primera mitad de la sexta temporada, Plan and Execution, que trataría las desventuras de la infancia de Jimmy McGill y su amigo Marco Pasternak.

## Recepción
Durante las primeras cuatro temporadas y la primera parte de la temporada 6 de Better Call Saul, Odenkirk fue nominado al premio Primetime Emmy como actor principal destacado en una serie dramática, así como al premio Globo de Oro al mejor actor. Odenkirk también recibió nominaciones para el premio Critics 'Choice Television Award al mejor actor en una serie dramática durante las primeras cuatro temporadas y la temporada final, ganando el premio tres veces.
Varios críticos sintieron que Odenkirk, que había sido nominado para cada temporada anterior, fue un desaire significativo al Emmy en la 72.ª edición de los Premios Primetime Emmy, también después de una campaña en Twitter para que Odenkirk ganara en la 74.ª edición de los Premios Primetime Emmy, se consideró que había sido desairado nuevamente por algunos usuarios de Twitter.